# Трембач, Виктор Николаевич
Ви́ктор Никола́евич Тремба́ч (22 февраля 1948, Краснодар, СССР) — советский футболист, защитник и полузащитник. Мастер спорта СССР.

## Карьера
В 1967 году выступал за «Кубань» на позиции защитника, провёл 27 матчей. С 1968 по 1970 год играл за ростовский СКА, в составе которого дебютировал в высшей по уровню лиге СССР, где провёл за это время 33 встречи и забил 1 гол, и ещё стал в 1969 году финалистом Кубка СССР, в котором сыграл в том сезоне 4 матча, в том числе принял участие и в решающем поединке турнира. Две встречи в Кубке сыграл в 1970 году.
С 1971 по 1974 год защищал цвета ленинградского «Зенита», в 67 матчах чемпионата забил 7 мячей, и ещё 13 встреч провёл в Кубке СССР. В 1975 году был в составе кишинёвского «Нистру». В сезоне 1976 года вернулся в «Кубань», сыграл 15 встреч в первенстве и 1 матч в Кубке СССР.

## Достижения
- Финалист Кубка СССР: 1969[5]